# Valques Pimenta
Valques Rodrigues da Costa (Cuiabá, 1982) é um artista plástico, pintor e professor de artes brasileiro.

## Biografia e carreira
Pimenta começou a pintar aos cinco anos de idade, quando passou a frequentar o Ateliê Livre da Universidade Federal de Mato Grosso, onde seu pai, Nilson Pimenta, ministrava aulas de pintura em tela.
Começou a participar de edições do Salão Jovem Arte Mato-grossense em 1991. Em 1998, fez parte da Bienal Naïfs do Brasil, em Piracicaba.
Até 2017, assinava suas obras como Valques Rodrigues, após a morte de seu pai, em dezembro de 2017, adotou o sobrenome dele com forma de homenageá-lo.